# C/2008 K5 (SOHO)
C/2008 K5 (SOHO) – kometa jednopojawieniowa odkryta na zdjęciach SOHO przez Michała Kusiaka. Została odkryta 24 maja 2008 roku. Należy do grupy komet Kreutza.